# Česko na Zimních olympijských hrách 1998
Česko na Zimních olympijských hrách 1998 v japonském Naganu reprezentovalo 63 sportovců v devíti sportech. Druhá účast samostatné České republiky na zimní olympiádě znamenala zisk první zlaté medaile ze zimních her od roku 1972, kdy za tehdejší Československo zvítězil v olympijském turnaji Ondrej Nepela. V Naganu se o nejcennější kov postaralo mužské hokejové družstvo, další dvě medaile, stříbrnou a bronzovou, přidala při své třetí olympijské účasti běžkyně na lyžích Kateřina Neumannová. V první desítce se v individuálních závodech dále umístil akrobatický lyžař Aleš Valenta, Kateřina Neumannová (ve třetím závodě), biatlonista Ivan Masařík, sdruženář Milan Kučera a skokan na lyžích Michal Doležal, ve dvojicích potom dvojbob. Česká republika se se třemi medailemi umístila v celkovém pořadí národů na 14. místě.
Nejmladším českým účastníkem ZOH 1998 byla alpská lyžařka Lucie Hrstková (16 let), nejstarším bobista Jiří Džmura (34 let).

## Medailové pozice
| Medaile | Jméno | Sport         | Disciplína                       | Datum          |
| ------- | --- | ------------- | -------------------------------- | -------------- |
| Zlato   | Česká hokejová reprezentace - Jan Čaloun - Roman Čechmánek - Jiří Dopita - Roman Hamrlík - Dominik Hašek - Milan Hejduk - Milan Hnilička - Jaromír Jágr - František Kučera - Robert Lang - David Moravec - Pavel Patera - Libor Procházka - Martin Procházka - Robert Reichel - Martin Ručinský - Vladimír Růžička - Jiří Šlégr - Richard Šmehlík - Jaroslav Špaček - Martin Straka - Petr Svoboda | lední hokej   | Muži                             | 22. února 1998 |
| Stříbro | Kateřina Neumannová | běh na lyžích | Ženy – 5 km klasicky             | 10. února 1998 |
| Bronz   | Kateřina Neumannová | běh na lyžích | Ženy – 10 km volně stíhací závod | 12. února 1998 |

## Přehled sportovců
Počet českých sportovců startujících v jednotlivých olympijských sportech.
| Sport                | Muži | Ženy | Celkem |
| -------------------- | ---- | ---- | ------ |
| Akrobatické lyžování | 1    | 0    | 1      |
| Alpské lyžování      | 1    | 1    | 2      |
| Běh na lyžích        | 5    | 5    | 10     |
| Biatlon              | 4    | 4    | 8      |
| Boby                 | 5    | 0    | 5      |
| Krasobruslení        | 2    | 3    | 5      |
| Lední hokej          | 23   | 0    | 23     |
| Severská kombinace   | 5    | 0    | 5      |
| Skoky na lyžích      | 4    | 0    | 4      |
| Celkem               | 50   | 13   | 63     |

Čeští sportovci se nenominovali do závodů a soutěží v curlingu, rychlobruslení, saních, short tracku a snowboardingu.

## Jednotlivé sporty

### Akrobatické lyžování
| Jméno        | Disciplína        | Kvalifikace | Kvalifikace | Finále | Finále |
| Jméno        | Disciplína        | Body        | Pořadí      | Body   | Pořadí |
| ------------ | ----------------- | ----------- | ----------- | ------ | ------ |
| Aleš Valenta | akrobatické skoky | 205,50      | 11.         | 232,25 | 4.     |

### Alpské lyžování
| Jméno       | Disciplína  | 1. jízda | Pořadí | 2. jízda | Kombinace | Kombinace | Kombinace | Kombinace | Celk. čas | Pořadí |
| Jméno       | Disciplína  | 1. jízda | Pořadí | 2. jízda | Slalom 1  | Slalom 2  | Pořadí    | Sjezd     | Celk. čas | Pořadí |
| ----------- | ----------- | -------- | ------ | -------- | --------- | --------- | --------- | --------- | --------- | ------ |
| Marcel Maxa | slalom      | 57,81    | 25.    | DNF      |           |           |           |           |           |        |
| Marcel Maxa | obří slalom | 1:25,88  | 36.    | 1:23,63  |           |           |           |           | 2:49,51   | 29.    |
| Marcel Maxa | kombinace   |          |        |          | 49,73     | 46,44     | 9.        | DSQ       |           |        |

| Jméno          | Disciplína       | 1. jízda | Pořadí | 2. jízda | Kombinace | Kombinace | Kombinace | Kombinace | Celk. čas | Pořadí |
| Jméno          | Disciplína       | 1. jízda | Pořadí | 2. jízda | Sjezd     | Pořadí    | Slalom 1  | Slalom 2  | Celk. čas | Pořadí |
| -------------- | ---------------- | -------- | ------ | -------- | --------- | --------- | --------- | --------- | --------- | ------ |
| Lucie Hrstková | slalom           | DNF      |        |          |           |           |           |           |           |        |
| Lucie Hrstková | obří slalom      | DNF      |        |          |           |           |           |           |           |        |
| Lucie Hrstková | superobří slalom |          |        |          |           |           |           |           | 1:21,74   | 35.    |
| Lucie Hrstková | sjezd            |          |        |          |           |           |           |           | 1:33,00   | 31.    |
| Lucie Hrstková | kombinace        |          |        |          | 1:33,29   | 20.       | 39,30     | 37,37     | 2:49,96   | 15.    |

### Běh na lyžích
| Jméno                                           | Disciplína              | Start  | Pořadí | Čas     | Pořadí | Celk. čas | Pořadí |
| ----------------------------------------------- | ----------------------- | ------ | ------ | ------- | ------ | --------- | ------ |
| Lukáš Bauer                                     | 10 km klasicky          |        |        |         |        | 30:11,1   | 45.    |
| Lukáš Bauer                                     | 15 km volně stíh. závod | +02:47 | 45.    | 41:29,3 | 36.    | 1:11:40,3 | 32.    |
| Lukáš Bauer                                     | 30 km klasicky          |        |        |         |        | 1:42:08,8 | 33.    |
| Lukáš Bauer                                     | 50 km volně             |        |        |         |        | DNS       |        |
| Luboš Buchta                                    | 10 km klasicky          |        |        |         |        | 30:38,4   | 52.    |
| Luboš Buchta                                    | 15 km volně stíh. závod | +03:14 | 52.    | 42:22,6 | 44.    | 1:13:00,6 | 50.    |
| Luboš Buchta                                    | 30 km klasicky          |        |        |         |        | DNF       |        |
| Luboš Buchta                                    | 50 km volně             |        |        |         |        | 2:11:34,8 | 13.    |
| Martin Koukal                                   | 10 km klasicky          |        |        |         |        | 29:41,8   | 35.    |
| Martin Koukal                                   | 15 km volně stíh. závod | +02:17 | 35.    | 42:24,8 | 45.    | 1:12:05,8 | 37.    |
| Jiří Magál                                      | 30 km klasicky          |        |        |         |        | 1:40:29,6 | 22.    |
| Jiří Magál                                      | 50 km volně             |        |        |         |        | 2:21:30,5 | 47.    |
| Petr Michl                                      | 10 km klasicky          |        |        |         |        | 29:28,5   | 32.    |
| Petr Michl                                      | 15 km volně stíh. závod | +02:04 | 32.    | 40:43,5 | 23.    | 1:10:11,5 | 23.    |
| Petr Michl                                      | 50 km volně             |        |        |         |        | 2:13:08,3 | 17.    |
| Lukáš Bauer Martin Koukal Petr Michl Jiří Magál | štafeta 4×10 km         |        |        |         |        | 1:45:35,4 | 15.    |

| Jméno                                                              | Disciplína              | Start  | Pořadí | Čas     | Pořadí | Celk. čas | Pořadí           |
| ------------------------------------------------------------------ | ----------------------- | ------ | ------ | ------- | ------ | --------- | ---------------- |
| Iveta Fořtová                                                      | 15 km klasicky          |        |        |         |        | 52:26,3   | 44.              |
| Kateřina Hanušová                                                  | 5 km klasicky           |        |        |         |        | 18:49,1   | 22.              |
| Kateřina Hanušová                                                  | 10 km volně stíh. závod | +01:12 | 22.    | 29:46,8 | 23.    | 48:35,8   | 24.              |
| Kateřina Hanušová                                                  | 30 km volně             |        |        |         |        | 1:29:59,9 | 23.              |
| Zuzana Kocumová                                                    | 5 km klasicky           |        |        |         |        | 19:58,3   | 59.              |
| Zuzana Kocumová                                                    | 10 km volně stíh. závod | +02:21 | 59.    | 30:13,9 | 31.    | 50:11,9   | 41.              |
| Zuzana Kocumová                                                    | 30 km volně             |        |        |         |        | 1:32:52,1 | 35.              |
| Kateřina Neumannová                                                | 5 km klasicky           |        |        |         |        | 17:42,7   | Stříbrná medaile |
| Kateřina Neumannová                                                | 10 km volně stíh. závod | +00:05 | 2.     | 28:32,2 | 6.     | 46:14,2   | Bronzová medaile |
| Kateřina Neumannová                                                | 15 km klasicky          |        |        |         |        | 49:01,9   | 9.               |
| Jana Šaldová                                                       | 5 km klasicky           |        |        |         |        | 19:00,4   | 28.              |
| Jana Šaldová                                                       | 10 km volně stíh. závod |        |        |         |        | DNS       |                  |
| Jana Šaldová                                                       | 15 km klasicky          |        |        |         |        | 51:33,8   | 29.              |
| Jana Šaldová Kateřina Neumannová Kateřina Hanušová Zuzana Kocumová | štafeta 4×5 km          |        |        |         |        | 56:58,7   | 6.               |

### Biatlon
| Jméno                                               | Disciplína         | Čas       | Chyby | Pořadí |
| --------------------------------------------------- | ------------------ | --------- | ----- | ------ |
| Petr Garabík                                        | sprint 10 km       | 30:51,3   | 3 TK  | 53.    |
| Petr Garabík                                        | vytrvalostní 20 km | 1:04:28,8 | 6 TM  | 56.    |
| Jiří Holubec                                        | vytrvalostní 20 km | 1:01:08,8 | 2 TM  | 34.    |
| Ivan Masařík                                        | sprint 10 km       | 28:58,6   | 2 TK  | 15.    |
| Ivan Masařík                                        | vytrvalostní 20 km | 57:30,7   | 1 TM  | 4.     |
| Zdeněk Vítek                                        | sprint 10 km       | 30:46,5   | 2 TK  | 51.    |
| Petr Garabík Zdeněk Vítek Jiří Holubec Ivan Masařík | štafeta 4×7,5 km   | 1:26:35,5 | 0 TK  | 14.    |

| Jméno                                                        | Disciplína         | Čas       | Chyby | Pořadí |
| ------------------------------------------------------------ | ------------------ | --------- | ----- | ------ |
| Irena Česneková                                              | sprint 7,5 km      | 25:30,4   | 3 TK  | 40.    |
| Irena Česneková                                              | vytrvalostní 15 km | 1:00:09,0 | 3 TM  | 30.    |
| Eva Háková                                                   | sprint 7,5 km      | 24:58,6   | 1 TK  | 26.    |
| Eva Háková                                                   | vytrvalostní 15 km | 1:03:25,4 | 6 TM  | 53.    |
| Kateřina Losmanová                                           | sprint 7,5 km      | 26:51,7   | 3 TK  | 57.    |
| Kateřina Losmanová                                           | vytrvalostní 15 km | 1:01:48,9 | 1 TM  | 44.    |
| Jiřina Pelcová                                               | sprint 7,5 km      | 25:14,5   | 1 TK  | 35.    |
| Jiřina Pelcová                                               | vytrvalostní 15 km | 1:01:26,3 | 3 TM  | 38.    |
| Kateřina Losmanová Irena Česneková Jiřina Pelcová Eva Háková | štafeta 4×7,5 km   | 1:43:20,5 | 0 TK  | 6.     |

### Boby
| Jméno                                                | Disciplína | 1. jízda | Pořadí | 2. jízda | Pořadí | 3. jízda | Pořadí | 4. jízda | Celkem  | Pořadí |
| ---------------------------------------------------- | ---------- | -------- | ------ | -------- | ------ | -------- | ------ | -------- | ------- | ------ |
| Jiří Džmura Pavel Polomský                           | dvojbob    | 55,30    | 16.    | 55,11    | 16.    | DNS      | DNS    | DNS      | DNS     |        |
| Pavel Puškár Jan Kobián                              | dvojbob    | 54,99    | 12.    | 54,60    | 10.    | 54,46    | 8.     | 54,54    | 3:38,59 | 8.     |
| Pavel Puškár Peter Kondrát Pavel Polomský Jan Kobián | čtyřbob    | 53,61    | 12.    | 53,80    | 12.    | 53,88    |        |          | 2:41,29 | 13.    |

### Krasobruslení
| Jméno          | Krátký program | Volná jízda | Celkem | Pořadí |
| -------------- | -------------- | ----------- | ------ | ------ |
| Lenka Kulovaná | 16.            | 18.         | 26,0   | 18.    |

| Jméno                           | Krátký program | Volná jízda | Celkem | Pořadí |
| ------------------------------- | -------------- | ----------- | ------ | ------ |
| Kateřina Beránková Otto Dlabola | 14.            | 15.         | 22,0   | 15.    |

| Jméno                           | Povinný tanec 1 | Povinný tanec 2 | Původní tanec | Volný tanec | Celkem | Pořadí |
| ------------------------------- | --------------- | --------------- | ------------- | ----------- | ------ | ------ |
| Kateřina Mrázová Martin Šimeček | 13.             | 13.             | 13.           | 13.         | 26,0   | 13.    |

### Lední hokej
| Fáze          | Soupeř     | Výsledek | Body          | Pořadí |
| ------------- | ---------- | -------- | ------------- | ------ |
| zákl. skupina | Finsko     | 3:0      | 2             |        |
| zákl. skupina | Kazachstán | 8:2      | 2             |        |
| zákl. skupina | Rusko      | 1:2      | 0             |        |
| zákl. skupina | celkem     | 12:4     | 4             | 2.     |
| čtvrtfinále   | USA        | 4:1      |               |        |
| semifinále    | Kanada     | 2:1 sn   |               |        |
| finále        | Rusko      | 1:0      | Zlatá medaile |        |

Soupiska:
- brankáři: Roman Čechmánek, Dominik Hašek, Milan Hnilička
- obránci: Roman Hamrlík, František Kučera, Libor Procházka, Petr Svoboda, Jiří Šlégr, Richard Šmehlík, Jaroslav Špaček
- útočníci: Josef Beránek, Jan Čaloun, Jiří Dopita, Milan Hejduk, Jaromír Jágr, Robert Lang, David Moravec, Pavel Patera, Martin Procházka, Robert Reichel, Martin Ručinský, Vladimír Růžička, Martin Straka

### Severská kombinace
| Jméno                                                | Disciplína         | První kolo | První kolo | Druhé kolo | Druhé kolo | Druhé kolo | Běh na lyžích | Běh na lyžích | Běh na lyžích | Celkem  | Celkem |
| Jméno                                                | Disciplína         | Body       | Pořadí     | Body       | Celkem     | Pořadí     | Start         | Čas           | Pořadí        | Celkem  | Pořadí |
| ---------------------------------------------------- | ------------------ | ---------- | ---------- | ---------- | ---------- | ---------- | ------------- | ------------- | ------------- | ------- | ------ |
| Milan Kučera                                         | individuální závod | 110,5      | 8.         | 117,8      | 228,0      | 8.         | +01:18        | 41:27,8       | 17.           | 42:45,8 | 5.     |
| Jan Matura                                           | individuální závod | 104,5      | 22.        | 113,5      | 218,0      | 12.        | +02:18        | 45:17,0       | 44.           | 47:35,0 | 35.    |
| Ladislav Rygl                                        | individuální závod | 96,0       | 38.        | 108,5      | 204,5      | 23.        | +03:39        | 40:41,8       | 6.            | 44:20,8 | 14.    |
| Petr Šmejc                                           | individuální závod | 103,0      | 24.        | 93,0       | 195,0      | 34.        | +04:36        | 44:01,4       | 39.           | 48:37,4 | 40.    |
| Marek Fiurášek Ladislav Rygl Jan Matura Milan Kučera | závod družstev     | 457,5      | 3.         | 443,0      | 900,5      | 4.         | +00:09        | 56:55,7       | 10.           | 57:04,7 | 8.     |

### Skoky na lyžích
| Jméno                                                       | Disciplína            | První kolo | První kolo | Finále      | Finále      | Finále |
| Jméno                                                       | Disciplína            | Body       | Pořadí     | Body        | Celkem      | Pořadí |
| ----------------------------------------------------------- | --------------------- | ---------- | ---------- | ----------- | ----------- | ------ |
| Michal Doležal                                              | střední můstek        | 98,5       | 20.        | 112,5       | 211,0       | 11.    |
| Michal Doležal                                              | velký můstek          | 107,8      | 18.        | 135,4       | 243,2       | 8.     |
| František Jež                                               | střední můstek        | 103,0      | 13.        | 89,5        | 192,5       | 24.    |
| František Jež                                               | velký můstek          | 104,3      | 25.        | 104,4       | 208,7       | 24.    |
| Jaroslav Sakala                                             | střední můstek        | 89,0       | 28.        | 96,0        | 185,0       | 26.    |
| Jaroslav Sakala                                             | velký můstek          | 61,2       | 56.        | nepostoupil | nepostoupil | 56.    |
| Jakub Sucháček                                              | střední můstek        | 87,5       | 29.        | 96,0        | 183,5       | 28.    |
| Jakub Sucháček                                              | velký můstek          | 111,0      | 13.        | 118,3       | 229,3       | 15.    |
| Jakub Sucháček František Jež Michal Doležal Jaroslav Sakala | velký můstek družstva | 300,2      | 8.         | 410,1       | 710,3       | 7.     |